# Михайловка (Кармышевский сельсовет)
Миха́йловка (баш. Михайловка) — село в составе Кармышевском сельсовете Альшеевского района Республики Башкортостан России. Живут башкиры (2002).

## История
Основано, предположительно, в конце 19 в. в Белебеевском уезде под названием Балыбуляк.
С 1920‑х гг. учитывалось как Ново-Михайловка, с 1930‑х гг. современное название.

## География

### Географическое положение
Расстояние до:
- районного центра (Раевский): 13 км,
- центра сельсовета (Кармышево): 12 км,
- ближайшей железнодорожной станции (Раевка): 13 км.

## Население
| 2002 | 2009 | 2010 |
| ---- | ---- | ---- |
| 121  | ↘104 | ↘89  |

Историческая численность населения: в 1906—186 чел.; 1920—314; 1939—202; 1959—152; 1989—120; 2002—121; 2010 — 89.
Национальный состав
Согласно переписи 2002 года, преобладающая национальность — башкиры (67 %).

## Известные уроженцы
- Злыдников, Дмитрий Афанасьевич (1928—1998) - Герой Социалистического Труда (1966).